# سیاست عمومی
سیاست عمومی، طبق نظر ویلیام جنکینز در کتاب «تحلیل سیاستها» مجموعه‌ای از تصمیمات به‌هم‌وابسته است که به‌وسیله گروه‌ها یا بازیگران سیاسی با هدف دستیابی به اهداف خاص یا به‌دست آوردن ابزار مناسب برای دستیابی به آن اهداف اتخاذ می‌شود. (Jenkins, 1978: 10)

## تعاریف سیاست عمومی
توماس بیرکلند در کتاب «مقدمه‌ای بر فرایندهای سیاسی» تعدادی تعریف به شرح زیر آورده‌است (Birkland, 2001: 21)
- کلارک کوجران: سیاست عمومی اشاره می‌کند به فعالیت‌های حکومت و مقاصدی که سبب این فعالیت‌هاست.
- توماس دای: سیاست عمومی آن چیزی است که حکومت انجام می‌دهد یا کنار می‌گذارد.
- ایلویز مالون: سیاست عمومی دربرگیرنده برنامه‌های سیاسی برای اجرای طرح‌هایی به‌منظور دستیابی به اهداف اجتماعی است.
- گای پیترز: سیاست عمومی مجموعه فعالیت‌های حکومتی است که تأثیر مستقیم یا غیرمستقیم بر زندگی شهروندان دارد.

### ویژگی‌های سیاست عمومی
- سیاست عمومی به نام عموم اتخاذ می‌شود.
- سیاست عمومی به‌وسیله دولت خلق می‌شود.
- سیاست عمومی به‌وسیله بازیگران عمومی یا خصوصی به اجرا در می‌آید.
- سیاست عمومی دارای تأثیرات مستقیم و غیرمستقیم در زندگی همه شهروندان است.

با توجه به ویژگی‌های بالا، می‌توان تعریف فراگیرتری از سیاست عمومی ارائه داد: «مجموعه تصمیماتی به نام عموم از سوی حکومت که در شکل مقررات و دستورها به اجرا در می‌آید و دارای تأثیرات مستقیم یا غیرمستقیم در زندگی همه شهروندان می‌باشد (قلجی٫ ۱۳۸۷: ۵۹).